# Davide Manassero
Davide Manasseto (Cuneo, 20 ottobre 1979) è un ex pallavolista italiano, di ruolo schiacciatore.

## Carriera

### Club
La carriera di Davide Manassero inizia nel 1995 quando entra a far parte delle giovanili del Cuneo: viene inserito poi nella seconda squadra, disputando la Serie B2 nella stagione 1997-98 e la Serie B1 nelle due successive; nell'annata 2000-01 è promosso in prima squadra, esordendo in Serie A1.
Nella stagione 2001-02 si accasa al Grande, in Serie A2, mentre in quella seguente viene ingaggiato dall'Igo Genova, in Serie B1, club con il quale, al termine del campionato 2004-05, ottiene la promozione in serie cadetta, che disputa vestendo la stessa maglia nell'annata 2005-06, per poi ritornare in Serie B1 già nella stagione successiva a seguito della retrocessione della squadra. Milita nella stessa divisione anche per il campionato 2007-08 difendendo i colori del Città di Castello.
Firma per il Gioia del Volley per la stagione 2008-09, in Serie A2, per poi far ritorno all'Igo Genova, in Serie B1, nella stagione 2009-10: la squadra ottiene la promozione in serie cadetta, ma cede i diritti al neonato Genova, a cui Davide Manassero si lega per le due stagioni successive, disputate in Serie A2.
Per il campionato 2012-13 si trasferisce in Svizzera, grazie all'ingaggio da parte del Lugano, in Lega Nazionale A, con cui vince la Supercoppa svizzera, la Coppa di Svizzera e lo scudetto.
Rientra in Italia nella stagione successiva, giocando per l'Alba, in Serie B2, per poi passare al Mondovì, in Serie B1, per la stagione 2014-15, al termine della quale conquista la promozione in Serie A2, a cui parteciperà, con lo stesso club, per le due annate seguenti: al termine del campionato 2016-17 annuncia il suo ritiro dall'attività agonistica.

## Palmarès

### Club
- Campionato svizzero: 1

2012-13
- Coppa di Svizzera: 1

2012-13
- Supercoppa svizzera: 1

2012